# Ritter János
Ritter János (Paks, 1962. december 24.–2019) magyar képzőművész, grafikus, designer.

## Élete
Szülővárosában, a Vak Bottyán Gimnáziumban érettségizett. 
A Bessenyei György Tanárképző Főiskola elvégzése után a Magyar Iparművészeti Egyetemen szerzett diplomát. 
1987-ben felvételt nyert a Magyar Művészeti Alap Fiatal Képzőművészek Stúdiójába. 
1998-tól a Magyar Alkotóművészek Országos Egyesülete (MAOE) tagja. Mesterei Lantos Ferenc és Hopp-Halász Károly.
Paks művészeti életének meghatározó, emblematikus alakja, 1980-tól töretlenül munkálkodott a kortárs képzőművészet elfogadtatásáért a városban. 
Alapító tagja a paksi Fiatal Alkotók Körének és a Paksi Képtár Egyesületnek. A kezdetektől, 1980-tól részt vett a paksi Vizuális Kísérleti Alkotótelep munkájában.
A Művelődési Központ munkatársaként kiállítások rendezésével, művészeti események szervezésével, grafikusként, designerként tiszta, kulturált arculattervekkel, tanárként a vizuális nevelés korszerű módszereit alkalmazva járult hozzá a város kulturális életéhez. 
1993-tól a Paksi Vizuális Kísérleti Alkotótelepeken gyerekek és fiatalok tanításával foglalkozott, 1994 óta pedig a paksi a gyermekek és fiatalok számára indított Képzőművészeti Iskolát vezette.
2006-ban részt vett a Paksi Képtár új helyének előkészítésében, oktatási és közművelődési koncepciójának kidolgozásában.
Kiállító művészként munkáival több egyéni és csoportos kiállításon szerepelt.
Munkáival kapcsolatos dokumentumok:
- 1987–93. Fiatal Képzőművészek Stúdió katalógusai
- Kép és fotó Paks c. katalógus
- Paksi Képtár I–II. katalógus
- Paksi Képtár katalógus IV. (Fiatal Alkotók Köre) Paks, 2004
- Új művészet, 1992. október (Dr. Romváry Ferenc)
- Világszövetség, 1992. június 27. (Ágh István)
- 2012. Paksi Antológia
- 2014. Labirintus című kiállítás katalógusa, MAOE
- 2016. „Szelek ladikján” c., paksi alkotókat bemutató kötetben
- 2019. Dimenziók című kiállítás katalógusa, MAOE

## Kiállításai

### Egyéni kiállítások
- 1987. JATE, Szeged
- 1988. MMK Galéria, Paks
- 1996. Kaposfüredi Galéria, Kaposvár
- 2000. Brescia, Olaszország
- 2022. Életmű-kiállítás, Paksi Képtár, Paks[2]

### Jelentősebb csoportos kiállítások
- 1981. Munkásművelődési Központ, Paks
- 1982. Ifjúsági Ház, Paks
- 1983. Ifjúsági Ház, Székesfehérvár
- 1984. Művelődési Központ, Szekszárd
- 1985. Ifjúsági Ház, Pécs
- 1986. Galánta, Szlovákia
- 1987. Oktatási Központ, Miskolc
- 1988. Liszt Ferenc Művelődési Központ, Ózd
- 1989. Csepeli Művelődési Központ, Budapest
- 1990. Víztorony Galéria, Budapest
  - Galerie Cult, Bécs
  - Galerie 68 Elf, Köln
  - Ernst Múzeum, Budapest
- 1991. Magyar Nemzeti Galéria, Budapest
- 1992. Ernst Múzeum, Budapest
- 1993. Vigadó Galéria, Budapest
  - Budapest Galéria,  Budapest
- 1994. Ernst Múzeum, Budapest
- 1995. Gubin, Lengyelország
  - Lauda-Königshofen, Németország
- 1997. Paksi Képtár, Paks
- 2014. Művészeti Malom, Szentendre
- 2019. Reök-palota, Szeged

## Művei közgyűjteményekben
- Paksi Képtár, Paks